# Double Match
Double Match – utwór duetu PG$, Young Leosi i bambi, który został wydany, wraz z minialbumem „PG$”, 7 marca 2024.
28 sierpnia 2024 nagranie otrzymało w Polsce status podwójnej platynowej płyty. Utwór odsłuchany został ponad 30 milionów razy w serwisie Spotify (2025).

## Nagrywanie
Utwór został wyprodukowany przez francisa. Za miks i mastering utworu odpowiada Enzu. Za realizację utworu odpowiada francis. Tekst do utworu został napisany przez Young Leosię, bambi.

## Twórcy
Opracowane na podstawie źródeł.
- Young Leosia – wokal, tekst
- bambi – wokal, tekst
- francis – produkcja, kompozycja, realizacja
- Enzu – miks, mastering

## Certyfikaty i sprzedaż
| Kraj          | Certyfikat         | Sprzedaż | Data przyznania  |
| ------------- | ------------------ | -------- | ---------------- |
| Polska (ZPAV) | 2× platynowa płyta | 100 000+ | 30 grudnia 2024  |
| Polska (ZPAV) | platynowa płyta    | 50 000+  | 28 sierpnia 2024 |

## Notowania

### Najwyższa pozycja na listach tygodniowych
| Kraj   | Lista                    | Pozycja |
| ------ | ------------------------ | ------- |
| Polska | OLiS – single w streamie | 12      |